# 貝爾沙塞 (路易斯安那州)
貝爾沙塞（英語：Bell Chasse）是位於美國路易斯安那州普拉克明茲堂區的一個普查規定居民點。

## 人口
根據2020年美國人口普查的數據，貝爾沙塞的面積為26.16平方千米，當中陸地面積為21.16平方千米，而水域面積為5.00平方千米。當地共有人口10576人，而人口密度為每平方千米404.28人。